# Zigui
Zigui  (en chino, 秭归; pinyin, Zǐguī; Wade-Giles, Tzu3-kuei1 (escuchar)ⓘ) es un condado  bajo la administración directa de la Prefectura Yichang en la Provincia de Hubei, República Popular China.  Su área es de 2273 km² y su población total para 2010 superó los 360 mil habitantes. 

## Administración
Desde octubre de 2022, el  Condado Zigui  se divide en 12 pueblos que se administran en 8 poblados y 4  villas.

## Toponimia
El topónimo Zigui [/zú-kúei/] se compone de los sinogramas Zi (antigua unidad de medida) y Gui (regreso).
Según los Comentario sobre los Clásicos del Agua (水经注) dice; Qu Yuan tenía una hermana, que al enterar del exilio de Qu Yuan regresó para consolarlo y animarlo, los habitantes del lugar, deseando que él siguiera su consejo, nombraron al pueblo 'Zigui' (姊归, 'El Regreso de la Hermana), de ahí el nombre.
Posteriormente, el carácter 姊 (zǐ, "hermana mayor") evolucionó a 秭 (zǐ), un término arcaico que conservó el mismo sonido pero con un significado vinculando a la unidad agrícola "zi" (mil gavillas de trigo), dando lugar a la escritura actual: 秭归 (Zǐguī).